# Liebeslied
Liebeslied (Cançó d'amor, en alemany) és el títol d'un disc enregistrat el 1972 (Edigsa) pel guitarrista Toti Soler.
La cançó que hi dona títol, «Liebeslied», musica un poema de Joan Vinyoli. La resta de cançons prenen com a text altres poemes, principalment de Joan Vergés («Amiga callada», «Deuen ser grisos els teus ulls», «Petita i blanca», «No em val haver viscut», «No ploro més», «A voltes en el cor» i «Em dius que el nostre amor»), però també de Josep Palau i Fabre («Ombra d'Anna»), Rabindranath Tagore («Ocells perduts») i Li Po («Petita festa», traduït lliurement del xinès per Marià Manent). Tanca el disc una versió en català de «Suzanne», de Leonard Cohen. Va ser el primer disc de Toti Soler com a cantant. Es va enregistrar d'una tirada, sense mesclar ni masteritzar.
El 2004, la revista Enderrock va incloure Liebeslied en la llista dels cent millors discos de la música catalana.